# Allsvenskan de 2020
A Allsvenskan de 2020 foi a 96º temporada da Allsvenskan, a principal divisão de futebol na Suécia, desde o seu estabelecimento em 1924. 
16 equipes participaram do torneio. 
O Malmö FF foi o campeão, conquistando seu 21º título. 
Os despromovidos à Superettan no fim desta época foram o Helsingborgs IF e o Falkenbergs FF. 
A temporada inicialmente se iniciaria no dia 4 de abril mas, devido à pandemia de COVID-19 na Suécia, a abertura do torneio foi adiada para o dia 14 de junho. 
A temporada estava programada para se encerrar no dia 8 de novembro, mas a data foi mudada para 6 de dezembro.

## Efeitos da pandemia de coronavírus de 2020
A temporada inicialmente se iniciaria no dia 4 de abril mas, devido à pandemia de COVID-19 na Suécia, a abertura do torneio foi adiada para o dia 14 de junho, como foi anunciado por Karl-Erik Nilsson, presidente da Federação Sueca de Futebol. 
 
O final da temporada estava programada para o dia 8 de novembro, mas a data foi mudada para 6 de dezembro.

## Equipes
Um total de dezesseis equipes participaram do torneio, incluindo 14 equipes remanescentes da temporada passada e duas novas equipes promovidas da Superettan de 2019. 
As novas equipes foram o Mjällby AIF e o Varbergs BoIS, campeão e vice da Superettan de 2019, em substituição do GIF Sundsvall e do AFC Eskilstuna, rebaixados por sua vez à Superettan. 

### Estádios
| AIK                         | BK Häcken            | Djurgårdens IF e Hammarby IF | Falkenbergs FF               | Helsingborgs IF    |
| --------------------------- | -------------------- | ---------------------------- | ---------------------------- | ------------------ |
| Friends Arena               | Bravida Arena        | Tele2 Arena                  | Falcon Alkoholfri Arena      | Olympia            |
| Capacidade: 50.000          | Capacidade: 6.500    | Capacidade: 30.000           | Capacidade: 5.565            | Capacidade: 16.500 |
|                             |                      | Tele2 Arena juni 2013a 01    | Falconalkoholfriarena        |                    |
| IF Elfsborg                 | IFK Göteborg         | IFK Norrköping               | IK Sirius                    | Kalmar FF          |
| Arena de Boras              | Estádio Gamla Ullevi | Nya Parken                   | Studenternas IP              | Guldfågeln Arena   |
| Capacidade: 16.899          | Capacidade: 18.600   | Capacidade: 15.734           | Capacidade: 6.300            | Capacidade: 12.000 |
|                             | Gamla Ullevi inside  | Nyaparken                    | Studenternas IP (2019-07-27) | Goldenbird arena1  |
| Malmö FF                    | Mjällby AIF          | Varbergs BoIS                | Örebro SK                    | Östersunds FK      |
| Stadion                     | Strandvallen         | Påskbergsvallen              | Behrn Arena                  | Jämtkraft Arena    |
| Capacidade: 22.500          | Capacidade: 6.750    | Capacidade: 4.500            | Capacidade: 12.300           | Capacidade: 8.466  |
| Swebank Stadion, Malmö 2011 | Strandvallen entre   | Paskbergsvallen              | Behrn Arena 2008             | Jämtkraft Arena    |

Informações dos clubes retiradas da página da Allsvenskan no site da Associação Sueca de Futebol.

## Tabela
| Pos | Equipe              | J  | V  | E  | D  | GM | GC | SD  | Pts | Qualificação e rebaixamento                                 |
| --- | ------------------- | -- | -- | -- | -- | -- | -- | --- | --- | ----------------------------------------------------------- |
| 1   | Malmö FF (C)        | 30 | 17 | 9  | 4  | 64 | 30 | +34 | 60  | Primeira pré-eliminatória da Liga dos Campeões da UEFA      |
| 2   | IF Elfsborg         | 30 | 12 | 15 | 3  | 49 | 38 | +11 | 51  | Segunda pré-eliminatória da Liga Conferência Europa da UEFA |
| 3   | BK Häcken           | 30 | 12 | 13 | 5  | 45 | 29 | +16 | 49  | Segunda pré-eliminatória da Liga Conferência Europa da UEFA |
| 4   | Djurgårdens IF      | 30 | 14 | 6  | 10 | 48 | 33 | +15 | 48  |                                                             |
| 5   | Mjällby AIF         | 30 | 13 | 8  | 9  | 48 | 44 | +4  | 47  |                                                             |
| 6   | IFK Norrköping      | 30 | 13 | 7  | 10 | 60 | 46 | +14 | 46  |                                                             |
| 7   | Örebro SK           | 30 | 12 | 6  | 12 | 37 | 41 | −4  | 42  |                                                             |
| 8   | Hammarby IF         | 30 | 10 | 11 | 9  | 47 | 47 | 0   | 41  |                                                             |
| 9   | AIK                 | 30 | 10 | 9  | 11 | 30 | 33 | −3  | 39  |                                                             |
| 10  | IK Sirius           | 30 | 9  | 11 | 10 | 43 | 51 | −8  | 38  |                                                             |
| 11  | Varbergs BoIS       | 30 | 10 | 7  | 13 | 45 | 44 | +1  | 37  |                                                             |
| 12  | IFK Göteborg        | 30 | 7  | 13 | 10 | 35 | 41 | −6  | 34  |                                                             |
| 13  | Östersunds FK       | 30 | 8  | 9  | 13 | 27 | 46 | −19 | 33  |                                                             |
| 14  | Kalmar FF (O)       | 30 | 6  | 10 | 14 | 30 | 49 | −19 | 28  | Play-off de rebaixamento                                    |
| 15  | Helsingborgs IF (R) | 30 | 5  | 11 | 14 | 33 | 48 | −15 | 26  | Rebaixado para a Superettan                                 |
| 16  | Falkenbergs FF (R)  | 30 | 5  | 9  | 16 | 33 | 54 | −21 | 24  | Rebaixado para a Superettan                                 |

Regras para classificação: 1) pontos; 2) saldo de gols; 3) gols marcados; 4) confronto direto; 5) saldo de gols em confronto direto; 6) gols marcados fora de casa em confronto direto; 7) play-off. 
 (Nota: O play-off só é realizado quando é necessário definir o campeão, as equipes rebaixadas ou os classificados para as competições da UEFA e é disputado em campo neutro).
(C) Campeão;
(O) Vencedor do play-off de rebaixamento;
(R) Rebaixado

## Desempenho por rodada
Líder e qualificado para a primeira pré-eliminatória Liga dos Campeões da UEFA

      Qualificado para a segunda pré-eliminatória da Liga Conferência Europa da UEFA

      Qualificado para o play-off de rebaixamento

      Rebaixado para a Superettan de 2021
|                 | 1  | 2  | 3  | 4  | 5  | 6  | 7  | 8  | 9  | 10 | 11 | 12 | 13 | 14 | 15 | 16 | 17 | 18 | 19 | 20 | 21 | 22 | 23 | 24 | 25 | 26 | 27 | 28 | 29 | 30 |
| --------------- | -- | -- | -- | -- | -- | -- | -- | -- | -- | -- | -- | -- | -- | -- | -- | -- | -- | -- | -- | -- | -- | -- | -- | -- | -- | -- | -- | -- | -- | -- |
| Malmö FF        | 5  | 3  | 4  | 5  | 2  | 7  | 8  | 5  | 2  | 2  | 2  | 2  | 1  | 1  | 1  | 1  | 1  | 1  | 1  | 1  | 1  | 1  | 1  | 1  | 1  | 1  | 1  | 1  | 1  | 1  |
| IF Elfsborg     | 7  | 4  | 5  | 7  | 7  | 5  | 2  | 7  | 3  | 3  | 3  | 3  | 3  | 2  | 2  | 2  | 2  | 3  | 3  | 3  | 3  | 3  | 4  | 5  | 5  | 2  | 2  | 2  | 2  | 2  |
| BK Häcken       | 8  | 13 | 12 | 6  | 6  | 4  | 7  | 2  | 5  | 4  | 4  | 5  | 5  | 5  | 5  | 5  | 3  | 2  | 2  | 2  | 2  | 4  | 2  | 3  | 4  | 4  | 3  | 4  | 3  | 3  |
| Djurgårdens IF  | 3  | 8  | 13 | 4  | 11 | 10 | 5  | 3  | 7  | 6  | 5  | 4  | 4  | 4  | 3  | 3  | 4  | 4  | 4  | 5  | 5  | 5  | 6  | 4  | 2  | 3  | 4  | 3  | 5  | 4  |
| Mjällby AIF     | 13 | 14 | 14 | 13 | 10 | 6  | 3  | 6  | 8  | 9  | 9  | 9  | 10 | 8  | 8  | 8  | 8  | 8  | 9  | 10 | 8  | 9  | 8  | 10 | 11 | 9  | 7  | 7  | 6  | 5  |
| IFK Norrköping  | 6  | 1  | 1  | 1  | 1  | 1  | 1  | 1  | 1  | 1  | 1  | 1  | 2  | 3  | 4  | 4  | 5  | 5  | 5  | 4  | 4  | 2  | 3  | 2  | 3  | 5  | 5  | 5  | 4  | 6  |
| Örebro SK       | 14 | 12 | 11 | 11 | 13 | 13 | 9  | 12 | 10 | 8  | 10 | 10 | 9  | 10 | 10 | 11 | 11 | 11 | 11 | 11 | 11 | 11 | 10 | 11 | 9  | 8  | 10 | 8  | 8  | 7  |
| Hammarby IF     | 4  | 2  | 7  | 12 | 9  | 11 | 12 | 10 | 11 | 11 | 8  | 8  | 7  | 6  | 6  | 7  | 7  | 7  | 7  | 7  | 7  | 7  | 7  | 7  | 6  | 6  | 6  | 6  | 7  | 8  |
| AIK             | 2  | 11 | 3  | 3  | 8  | 8  | 11 | 9  | 9  | 10 | 12 | 11 | 12 | 13 | 14 | 13 | 12 | 13 | 12 | 13 | 12 | 12 | 12 | 9  | 10 | 10 | 8  | 9  | 9  | 9  |
| IK Sirius       | 12 | 10 | 9  | 10 | 3  | 2  | 4  | 8  | 4  | 5  | 6  | 6  | 6  | 7  | 7  | 6  | 6  | 6  | 6  | 6  | 6  | 6  | 5  | 6  | 7  | 7  | 9  | 10 | 10 | 10 |
| Varbergs BoIS   | 1  | 7  | 6  | 2  | 5  | 3  | 6  | 4  | 6  | 7  | 7  | 7  | 8  | 9  | 9  | 10 | 10 | 10 | 10 | 8  | 10 | 10 | 11 | 12 | 12 | 12 | 12 | 11 | 11 | 11 |
| IFK Göteborg    | 11 | 9  | 8  | 9  | 4  | 9  | 10 | 11 | 12 | 12 | 11 | 12 | 11 | 11 | 11 | 12 | 13 | 12 | 13 | 12 | 14 | 13 | 13 | 13 | 13 | 13 | 13 | 13 | 13 | 12 |
| Östersunds FK   | 15 | 15 | 15 | 15 | 15 | 15 | 13 | 13 | 13 | 13 | 13 | 14 | 14 | 16 | 12 | 9  | 9  | 9  | 8  | 9  | 9  | 8  | 9  | 8  | 8  | 11 | 11 | 12 | 12 | 13 |
| Kalmar FF       | 10 | 6  | 2  | 8  | 12 | 12 | 14 | 14 | 15 | 15 | 15 | 16 | 16 | 14 | 13 | 15 | 15 | 15 | 15 | 15 | 15 | 15 | 15 | 16 | 16 | 16 | 14 | 14 | 14 | 14 |
| Helsingborgs IF | 16 | 16 | 16 | 16 | 16 | 16 | 16 | 15 | 14 | 14 | 14 | 15 | 15 | 12 | 15 | 16 | 16 | 14 | 14 | 14 | 13 | 14 | 14 | 14 | 14 | 15 | 16 | 16 | 16 | 15 |
| Falkenbergs FF  | 9  | 5  | 10 | 14 | 14 | 14 | 15 | 16 | 16 | 16 | 16 | 13 | 13 | 15 | 16 | 14 | 14 | 16 | 16 | 16 | 16 | 16 | 16 | 15 | 15 | 14 | 15 | 15 | 15 | 16 |

## Resultados
|                 | AIK | BKH | DIF | FFF | HAM | HIF | IFE | IFKG | IFKN | IKS | KFF | MFF | MAIF | VAR | OSK | OFK |
| --------------- | --- | --- | --- | --- | --- | --- | --- | ---- | ---- | --- | --- | --- | ---- | --- | --- | --- |
| AIK             | —   | 0–1 | 0–1 | 1–1 | 3–0 | 2–0 | 1–2 | 2–0  | 1–4  | 1–0 | 0–1 | 2–2 | 1–0  | 1–0 | 0–2 | 0–1 |
| BK Häcken       | 4–0 | —   | 0–2 | 3–0 | 3–0 | 1–0 | 6–0 | 0–0  | 2–1  | 1–1 | 0–2 | 1–1 | 2–2  | 2–1 | 3–0 | 2–1 |
| Djurgårdens IF  | 0–1 | 3–1 | —   | 1–0 | 1–2 | 2–2 | 1–1 | 2–2  | 1–2  | 4–0 | 5–0 | 3–2 | 2–1  | 1–0 | 1–2 | 0–0 |
| Falkenbergs FF  | 1–1 | 1–1 | 3–2 | —   | 1–3 | 2–2 | 1–3 | 0–3  | 3–3  | 1–2 | 0–2 | 0–1 | 2–3  | 2–0 | 2–1 | 0–1 |
| Hammarby IF     | 0–2 | 1–1 | 1–1 | 1–1 | —   | 2–2 | 2–2 | 1–1  | 0–1  | 0–0 | 3–3 | 2–2 | 4–2  | 1–0 | 3–0 | 2–0 |
| Helsingborgs IF | 2–0 | 0–0 | 3–1 | 0–0 | 1–1 | —   | 0–0 | 0–1  | 3–2  | 1–2 | 1–1 | 0–1 | 0–1  | 0–3 | 1–1 | 0–1 |
| IF Elfsborg     | 2–2 | 1–1 | 1–0 | 4–2 | 2–2 | 2–1 | —   | 0–0  | 2–1  | 3–3 | 3–1 | 1–0 | 2–2  | 3–3 | 1–1 | 0–1 |
| IFK Göteborg    | 1–0 | 1–1 | 1–2 | 2–2 | 0–4 | 1–1 | 0–1 | —    | 1–3  | 2–0 | 1–2 | 0–3 | 2–2  | 1–0 | 0–1 | 2–2 |
| IFK Norrköping  | 2–2 | 0–1 | 3–0 | 4–1 | 1–2 | 3–4 | 1–1 | 3–1  | —    | 1–2 | 2–1 | 1–1 | 1–1  | 2–0 | 2–0 | 2–2 |
| IK Sirius       | 0–0 | 2–2 | 0–2 | 2–1 | 3–1 | 3–1 | 1–1 | 2–2  | 4–2  | —   | 2–2 | 2–5 | 0–1  | 3–3 | 2–1 | 2–3 |
| Kalmar FF       | 0–0 | 0–0 | 0–3 | 0–0 | 1–2 | 4–0 | 1–2 | 1–1  | 0–2  | 1–1 | —   | 0–4 | 1–4  | 1–1 | 0–3 | 1–2 |
| Malmö FF        | 0–0 | 3–0 | 1–0 | 2–1 | 3–0 | 4–1 | 1–1 | 3–1  | 1–1  | 4–0 | 2–1 | —   | 2–0  | 2–2 | 2–1 | 4–0 |
| Mjällby AIF     | 3–1 | 3–1 | 2–1 | 0–1 | 2–1 | 3–2 | 0–5 | 1–1  | 2–0  | 1–1 | 2–2 | 2–2 | —    | 2–3 | 1–0 | 3–0 |
| Varbergs BoIS   | 2–2 | 1–3 | 1–2 | 3–1 | 5–2 | 1–3 | 0–0 | 1–2  | 1–3  | 2–0 | 1–0 | 3–2 | 1–0  | —   | 2–1 | 1–1 |
| Örebro SK       | 0–2 | 0–0 | 0–3 | 1–2 | 2–1 | 3–2 | 3–2 | 1–1  | 4–3  | 2–1 | 0–1 | 3–2 | 3–1  | 1–0 | —   | 0–0 |
| Östersunds FK   | 1–2 | 2–2 | 1–1 | 2–1 | 1–3 | 0–0 | 0–1 | 0–4  | 2–4  | 0–2 | 2–0 | 1–2 | 0–1  | 0–4 | 0–0 | —   |

## Play-off de rebaixamento
O 14ª colocado da Allsvenskan de 2020 e o terceiro colocado da Superettan de 2020 se enfrentarão em um confronto de ida e volta para decidir qual equipe competirá na Allsvenskan de 2021. A equipe da Allsvenkan decide o confronto em casa.
| 9 de Dezembro de 2020 | Jönköpings Södra IF | 1 – 3     | Kalmar FF                                        | Stadsparksvallen, Jönköping    |
| 18:00                 | Rodeblad Lowe 3'    | Relatório | Rodeblad Lowe 11' (g.c.) · Ring 19' · Herrem 55' | Árbitro: SWE Mohammed Al-Hakim |

| 13 de Dezembro de 2020 | Kalmar FF   | 1 – 0     | Jönköpings Södra IF | Guldfågeln Arena, Kalmar  |
| 13:00                  | Fröling 80' | Relatório |                     | Árbitro: SWE Glenn Nyberg |

## Estatísticas da temporada

### Artilheiros
Fonte: 
Atualizado em 7 de dezembro de 2020
| Pos. | Jogador              | Equipe          | Gols |
| ---- | -------------------- | --------------- | ---- |
| 1    | Christoffer Nyman    | IFK Norrköping  | 18   |
| 2    | Astrit Seljmani      | Varbergs BoIS   | 15   |
| 3    | Isaac Thelin         | Malmö FF        | 14   |
| 3    | Moses Ogbu           | Mjällby AIF     | 14   |
| 5    | Anders Christiansen  | Malmö FF        | 13   |
| 6    | Aron Jóhannsson      | Hammarby IF     | 12   |
| 6    | Nahir Besara         | Örebro SK       | 12   |
| 6    | Stefano Vecchia      | IK Sirius       | 12   |
| 9    | Anthony van den Hurk | Helsingborgs IF | 11   |
| 9    | Fredrik Ulvestad     | Djurgårdens IF  | 11   |
| 9    | Jesper Karlsson      | IF Elfsborg     | 11   |
| 12   | Per Frick            | IF Elfsborg     | 10   |
| 13   | Gustav Ludwigson     | Hammarby IF     | 9    |
| 13   | Jonathan Levi        | IFK Norrköping  | 9    |
| 13   | Karl Holmberg        | Djurgårdens IF  | 9    |
| 13   | Rasmus Alm           | IF Elfsborg     | 9    |
| 17   | Alexander Søderlund  | BK Häcken       | 8    |
| 17   | Henok Goitom         | AIK             | 8    |
| 17   | Jacob Bergström      | Mjällby AIF     | 8    |
| 17   | Leo Bengtsson        | BK Häcken       | 8    |
| 17   | Ola Toivonen         | Malmö FF        | 8    |